# Rhipidonema
Rhipidonema is een geslacht van schimmels behorend tot de familie Hygrophoraceae. De typesoort is Rhipidonema ligulatum.

## Soorten
Volgens Index Fungorum bevat het geslacht vijf soorten (peildatum december 2021):
| Soortnaam                   | Auteur(s)                   | Publicatiejaar |
| --------------------------- | --------------------------- | -------------- |
| Rhipidonema erectum         | (Berk.) Sacc.               | 1888           |
| Rhipidonema membranaceum    | (C. Agardh) Sacc.           | 1888           |
| Rhipidonema puiggarii       | Speg.                       | 1918           |
| Rhipidonema spongiosum      | (Berk. & M.A. Curtis) Sacc. | 1888           |
| Rhipidonematomyces ligulati | Cif. & Tomas.               | 1954           |